# Katmandou, un miroir dans le ciel
Pour plus de détails, voir Fiche technique et Distribution.
Katmandou, un miroir dans le ciel (Katmandú, un espejo en el cielo) est un film espagnol réalisé par Icíar Bollaín, sorti en 2011.

## Fiche technique
- Titre : Katmandou, un miroir dans le ciel
- Titre original : Katmandú, un espejo en el cielo
- Réalisation et scénario : Icíar Bollaín
- Direction artistique : Anna Pujol Tauler
- Costumes : Sonia Grande
- Photographie : Antonio Riestra
- Montage : Nacho Ruiz Capillas
- Musique : Pascal Gaigne
- Pays d'origine : Espagne
- Format : Couleurs - 35 mm - 2,35:1 - Dolby Digital
- Genre : drame, romance
- Durée : 104 minutes
- Dates de sortie :
  - Espagne : 3 février 2012

## Distribution
- Verónica Echegui : Laia
- Sumyata Bhattarai : Sharmila
- Norbu Tsering Gurung : Tsering
- Kalsang Tamang : Riga
- Bikram Pariyar : Pemba
- Muna Thami : Kushila

## Distinctions

### Récompense
- Prix Gaudí 2012 : meilleure actrice pour Verónica Echegui

### Nominations
- Prix Gaudí 2012 :
  - meilleur film en langue non catalane
  - meilleure photographie pour Antonio Riestra
  - meilleure production pour Carlos González de Jesús

- 26e cérémonie des Goyas :
  - meilleure actrice pour Verónica Echegui
  - meilleur scénario adapté pour Icíar Bollaín